# Magrie
Magrie település Franciaországban, Aude megyében. Lakosainak száma 543 fő (2022. január 1.). Magrie Alet-les-Bains, Cournanel, La Digne-d’Aval, Limoux, Tourreilles és Roquetaillade-et-Conilhac községekkel határos.

## Népesség
A település népessége az elmúlt években az alábbi módon változott:
| Lakosok száma | 315  | 353  | 369  | 519  | 518  | 528  | 528  | 534  | 537  | 543  |
|               | 1968 | 1982 | 1990 | 2006 | 2013 | 2015 | 2017 | 2019 | 2020 | 2022 |